# Súlyemelés a 2024. évi nyári olimpiai játékokon
A 2024. évi nyári olimpiai játékokon a súlyemelésben összesen 10 versenyszámot rendeztek meg. A sportág versenyszámait augusztus 7. és 12. között tartták meg.

## Formátum
Az előző olimpiához képest nemenként kettővel kevesebb súlycsoportban rendezték a versenyeket. A résztvevők száma is csökkent, a négy évvel korábbi 196-ról 120-ra. Minden kategóriában két fogásnem, a szakítás és a lökés összesített eredménye adta a végeredményt.

## Összesített éremtáblázat
(A táblázatokban a rendező nemzet sportolói eltérő háttérszínnel, az egyes számoszlopok legmagasabb értéke vagy értékei vastagítással kiemelve.)
| A 2024. évi nyári olimpiai játékok éremtáblázata súlyemelésben | A 2024. évi nyári olimpiai játékok éremtáblázata súlyemelésben | A 2024. évi nyári olimpiai játékok éremtáblázata súlyemelésben | A 2024. évi nyári olimpiai játékok éremtáblázata súlyemelésben | A 2024. évi nyári olimpiai játékok éremtáblázata súlyemelésben | Olimpia  |
| -------------------------------------------------------------- | -------------------------------------------------------------- | -------------------------------------------------------------- | -------------------------------------------------------------- | -------------------------------------------------------------- | -------- |
|                                                                | Ország                                                         | Arany                                                          | Ezüst                                                          | Bronz                                                          | Összesen |
| 1.                                                             | Kína (CHN)                                                     | 5                                                              | 0                                                              | 0                                                              | 5        |
| 2.                                                             | Bulgária (BUL)                                                 | 1                                                              | 0                                                              | 1                                                              | 2        |
| 2.                                                             | Egyesült Államok (USA)                                         | 1                                                              | 0                                                              | 1                                                              | 2        |
| 4.                                                             | Grúzia (GEO)                                                   | 1                                                              | 0                                                              | 0                                                              | 1        |
| 4.                                                             | Indonézia (INA)                                                | 1                                                              | 0                                                              | 0                                                              | 1        |
| 4.                                                             | Norvégia (NOR)                                                 | 1                                                              | 0                                                              | 0                                                              | 1        |
|                                                                |                                                                |                                                                |                                                                |                                                                |          |
| 7.                                                             | Thaiföld (THA)                                                 | 0                                                              | 2                                                              | 1                                                              | 3        |
| 8.                                                             | Kolumbia (COL)                                                 | 0                                                              | 2                                                              | 0                                                              | 2        |
| 9.                                                             | Dél-Korea (KOR)                                                | 0                                                              | 1                                                              | 0                                                              | 1        |
| 9.                                                             | Egyiptom (EGY)                                                 | 0                                                              | 1                                                              | 0                                                              | 1        |
| 9.                                                             | Kanada (CAN)                                                   | 0                                                              | 1                                                              | 0                                                              | 1        |
| 9.                                                             | Örményország (ARM)                                             | 0                                                              | 1                                                              | 0                                                              | 1        |
| 9.                                                             | Románia (ROU)                                                  | 0                                                              | 1                                                              | 0                                                              | 1        |
| 9.                                                             | Üzbegisztán (UZB)                                              | 0                                                              | 1                                                              | 0                                                              | 1        |
|                                                                |                                                                |                                                                |                                                                |                                                                |          |
| 15.                                                            | Ecuador (ECU)                                                  | 0                                                              | 0                                                              | 2                                                              | 2        |
| 16.                                                            | Bahrein (BRN)                                                  | 0                                                              | 0                                                              | 1                                                              | 1        |
| 16.                                                            | Olaszország (ITA)                                              | 0                                                              | 0                                                              | 1                                                              | 1        |
| 16.                                                            | Nagy-Britannia (GBR)                                           | 0                                                              | 0                                                              | 1                                                              | 1        |
| 16.                                                            | Tajvan (TPE)                                                   | 0                                                              | 0                                                              | 1                                                              | 1        |
| –                                                              | Független résztvevők (AIN)                                     | 0                                                              | 0                                                              | 1                                                              | 1        |
|                                                                |                                                                |                                                                |                                                                |                                                                |          |
| Összesen                                                       | Összesen                                                       | 10                                                             | 10                                                             | 10                                                             | 30       |

## Férfi
| A 2024. évi nyári olimpiai játékok érmesei férfi súlyemelésben |                                    |                                       |                                                  |
| Versenyszám                                                    | Arany                              | Ezüst                                 | Bronz                                            |
| 61 kg                                                          | Li Fa-pin (Li Fabin) · Kína (CHN)  | Theerapong Silachai · Thaiföld (THA)  | Hampton Morris · Egyesült Államok (USA)          |
| 73 kg                                                          | Rizki Juniansyah · Indonézia (INA) | Weeraphon Wichuma · Thaiföld (THA)    | Bozsidar Andreev · Bulgária (BUL)                |
| 89 kg                                                          | Karlos Nasar · Bulgária (BUL)      | Yeison López · Kolumbia (COL)         | Antonino Pizzolato · Olaszország (ITA)           |
| 102 kg                                                         | Liu Huanhua · Kína (CHN)           | Akbar Djuraev · Üzbegisztán (UZB)     | Yauheni Tsikhantsou · Független résztvevők (AIN) |
| +102 kg                                                        | Lasa Talahadze · Grúzia (GEO)      | Varazdat Lalayan · Örményország (ARM) | Gor Minasyan · Bahrein (BRN)                     |

## Női
| A 2024. évi nyári olimpiai játékok érmesei női súlyemelésben |                                        |                                  |                                       |
| Versenyszám                                                  | Arany                                  | Ezüst                            | Bronz                                 |
| 49 kg                                                        | Hou Cse-huj (Hou Zhihui) · Kína (CHN)  | Mihaela Cambei · Románia (ROU)   | Surodchana Khambao · Thaiföld (THA)   |
| 59 kg                                                        | Lo Se-fang (Luo Shifang) · Kína (CHN)  | Maude Charron · Kanada (CAN)     | Kuo Hsing-chun · Tajvan (TPE)         |
| 71 kg                                                        | Olivia Reeves · Egyesült Államok (USA) | Mari Sánchez · Kolumbia (COL)    | Angie Palacios · Ecuador (ECU)        |
| 81 kg                                                        | Solfrid Koanda · Norvégia (NOR)        | Sara Samir · Egyiptom (EGY)      | Neisi Dajomes · Ecuador (ECU)         |
| +81 kg                                                       | Li Ven-ven (Li Wenwen) · Kína (CHN)    | Park Hye-jeong · Dél-Korea (KOR) | Emily Campbell · Nagy-Britannia (GBR) |